# Мечта (фильм, 1980)
«Мечта» (хинди ख्वाब, Khwab) — индийский фильм, снятый режиссёром Шакти Самантой и вышедший в прокат 20 февраля 1980 году. Является вольным ремейком картины «Место под солнцем» (1951), которая в свою очередь снята по мотивам романа «Американская трагедия».

## Сюжет
Пратап Кумар Шривастав приезжает в Бомбей, чтобы устроиться на работу к другу своего отца Раму Прасаду. Добравшись до города, он снимает жильё вместе со своим другом Гопалом Матхуром и его сестрой Майей. Вскоре Пратап влюбляется в дочь своего начальника Индрани, и молодые собираются пожениться. Но в день их помолвки молодой человек не приходит, потому что его арестовывают по обвинению в убийстве Майи, которая была беременна... от Пратапа...

## В ролях
- Митхун Чакраборти — Пратап Кумар Шривастав
- Ранджита Каур — Индрани Прасад
- Насируддин Шах — Гопал Матхур
- Йогита Бали — Майя, сестра Гопала
- Ашок Кумар — адвокат Джоши
- Мадан Пури — Рам Прасад, отец Индрани
- Суджит Кумар — Бихарилал Кханна
- Утпал Датт — прокурор Далаал

## Песни
| Песня                        | Исполнитель                          |
| ---------------------------- | ------------------------------------ |
| «Tu Hi Woh Haseen Hai»       | Мохаммед Рафи                        |
| «Banjara Main Nahin Magar»   | К. Дж. Йесудас                       |
| «Hum Khwab Ko Badal Denge»   | К. Дж. Йесудас, Хемлата              |
| «Ek Aas Liye, Vishwaas Liye» | Суреш Вадкар, Хемлата, Джаспал Сингх |